# 32 Leaves
32 Leaves fue una banda de rock estadounidense de Phoenix, Arizona. Después de lanzar su primer álbum completo Welcome to the Fall en el 2005, pudieron atraer el apoyo de la disquera Universal Records. Sin embargo, los planes no se cumplieron y terminaron lanzando su segundo álbum, Panoramic, de forma independiente el 15 de marzo de 2009.

## Historia

### Formación yFik'shenEP (2001-2004)
La banda se formó en 2001 y tocó localmente en Arizona durante sus primeros años. Su primer lanzamiento formal de música fue en 2003 con el EP Fik'shen. El lanzamiento tenía cinco temas; los tres primeros temas, "Overflow", "Makeshift", y "Sudden Change", serían posteriormente rehechos y regrabados para su primer álbum, Welcome to the Fall, en 2005. Los otros dos temas, "Bruised and Break" y "Dissolved", tenían un sonido diferente y más suave que la mayoría del resto de su trabajo, y nunca fueron retrabajados. Además, el tema "Interlude to Addiction", de Welcome to the Fall, también está en el EP, pero como introducción a "Makeshift" en lugar de un tema separado por sí mismo.

### Welcome to the Fall(2005-2006)
En 2005, 32 Leaves grabó y mezcló su álbum debut Welcome to the Fall con Larry "Love" Elyea de Bionic Jive fame, en The Salt Mine y Mind's Eye Digital. El álbum incluía ilustraciones de su amigo y artista Jon McLaughlin (no el cantante de Indiana) dentro de la carátula del álbum.
En el mismo año, también contribuyeron con un cover de la canción "Zero" de The Smashing Pumpkins para The Killer in You: A tribute to Smashing Pumpkins.
Welcome to the Fall fue lanzado el 6 de septiembre de 2005, por Double Blind records, un sello discográfico pequeño. En los años siguientes, la banda apoyó el álbum y realizó giras con grupos como 10 Years, Crossfade, Dredg, Evans Blue, Fair to Midland, Smile Empty Soul y Trapt.

### Panoramic(2007-2009)
Gracias a las extensas giras en apoyo de Welcome to the Fall, pudieron atraer el apoyo de un importante sello discográfico, Universal Records. 32 Leaves grabó dos sencillos, una nueva versión de "All Is Numb" y una nueva canción "Way Beyond", en octubre de 2007, colaborando con el afamado productor Elvis Basquette. La banda publicó las canciones en iTunes poco después, como un adelanto de lo que estaban trabajando.
No se escuchó mucho de la banda hasta diciembre de 2008, cuando ocurrieron varias cosas. Primero, se supo que la banda se había separado de Universal Records. A pesar de ello, seguían decididos a lanzar su música, ya que decidieron continuar sin el apoyo de una gran compañía discográfica. La banda convirtió una casa de tres pisos en un estudio de grabación, con el cantante Greg Norris como ingeniero. La banda pasó cinco meses escribiendo y grabando. Se ha informado que la agitación dentro del grupo comenzó a mitad del proceso de estas "sesiones de casa". La banda completó el disco en diciembre de 2008. En una entrevista en línea Greg Norris declaró que "la experiencia de Universal Records no era lo que estábamos acostumbrados, teníamos contacto diario con el sello más pequeño, no hablé con ninguna persona de Universal en absoluto".
32 Leaves hizo un preestreno de una nueva canción en su MySpace, titulada "Sideways". Era una mezcla aproximada de una canción para el nuevo álbum. Se dice que es la primera canción que grabaron después de completar su CD Welcome to the Fall de 2005. También tenían planes de hacer un preestreno de otra "mezcla aproximada" del álbum ese mes, pero esos planes no se cumplieron. Sin embargo, al mes siguiente transmitieron la versión del álbum del tema "Human".
Por último, a finales de mes, anunciaron que el álbum se había titulado Panoramic, inspirado en una foto que se incluyó en el diseño del panel trasero del disco. El álbum fue lanzado el 15 de marzo de 2009. La carátula del álbum muestra un gran escarabajo negro arrastrándose sobre una hoja verde. Las copias firmadas se enviaron una o dos semanas antes. La banda tuvo la libertad de hacer esto con el lanzamiento del álbum de forma independiente. El listado de canciones mostró que la nueva versión de "All Is Numb" fue eliminada del lanzamiento, y que la versión de "Way Beyond" era una versión alternativa a la del 2007, ambas confirmadas con el lanzamiento real del álbum.
Mientras que la banda realizó algunas giras en 2009 en apoyo del álbum, se disolvieron amistosamente en 2010.

## Miembros anteriores
- Greg Allen Norris - vocalista
- Mike López - guitarra
- Mike Chavez - guitarra
- Aron Orosz - bajo
- Trey Thompson - batería
- Barrett Gardner - batería

## Discografía

### Álbumes
- Fik'shen [EP] (2003)
- Welcome to the Fall (2005)
- Panoramic (2009)

### Sencillos
- "All is Numb" (2005)
- "Blood on My Hands" (2005)
- "Never Even There" (2005)
- "Way Beyond" (2007)
- "Human" (2009)

## Proyectos paralelos
- Greg Norris ha aportado la voz en la canción "Bad Times" de Kevin Matisyn.
- Norris también produjo el doble álbum de Parabelle "A Summit Borderline/A Drop Oceanic".
- A partir de 2011, el cantante principal Greg Norris está en una nueva banda llamada Codec.[1] Codec lanzó un EP a principios de 2012. Luego lanzaron un álbum completo, Horizontime el 30 de noviembre de 2012,[2] que incluía las cinco canciones del EP y nueve temas nuevos.[3]
- En 2015, los exmiembros Greg Norris, Mike López y Barrett Gardner formaron una nueva banda, M.E.N.D. Lanzaron su EP debut, Prisms el 10 de diciembre de 2016, que fue grabado con Cory Spotts de Bluelight Audio Media.